# Kiss of Death (1947)
Kiss of Death (bra: O Beijo da Morte, ou Beijo da Morte, ou Sacrifício de um Gângster; prt: O Denunciante) é um filme estadunidense de 1947, do gênero drama policial, realizado por Henry Hathaway.
Em 1995, Barbet Schroeder dirigiria um remake do filme, protagonizado por David Caruso, Samuel L. Jackson, Nicolas Cage e Helen Hunt.

## Sinopse
Nick Bianco é um ladrão de segunda categoria, que é preso quando assaltava uma joalharia. Ele recusa-se a fazer qualquer acordo com o advogado, pois recusa-se a entregar um colega.
Nick é então condenado, mas acredita que tanto a sua mulher como as suas duas filhas vão saber ultrapassar este momento. Ao descobrir que a sua mulher cometeu suicídio, Bianco submete-se a trabalhar como informador da polícia, com o objectivo de conseguir liberdade condicional e voltar para as suas filhas, que estão num orfanato.
Após três anos, Nick é libertado, casa-se novamente e leva uma vida feliz, mas fica a saber que Tommy Udo, um psicopata, foi absolvido e provavelmente em pouco tempo estará no seu encalço.

## Elenco
- Victor Mature.... Nick Bianco
- Brian Donlevy.... Louie DeAngelo
- Coleen Gray.... Nettie
- Richard Widmark.... Tommy Udo
- Taylor Holmes.... Earl Howser
- Howard Smith.... Warden
- Karl Malden.... sargento William Cullen
- Anthony Ross.... Eddie Williams
- Mildred Dunnock.... mãe de Rizzo
- Millard Mitchell.... Shelby

## Prémios e nomeações
Óscar - 1948
- Indicado
  - Melhor ator coadjuvante (Richard Widmark)[5]
  - Melhor roteiro adaptado[5]

Prêmios Globo de Ouro - 1948
- Venceu
  - Melhor revelação masculina (Richard Widmark)[6]

Festival Internacional de Cinema de Locarno
- Venceu
  - Melhor roteiro adaptado[carece de fontes?]